# Quận Marion, Tennessee
Quận Marion là một quận thuộc tiểu bang Tennessee, Hoa Kỳ.
Quận này được đặt tên theo. Theo điều tra dân số của Cục điều tra dân số Hoa Kỳ năm 2000, quận có dân số 27.776 người. Quận lỵ đóng ở Jasper.6.

## Địa lý
Theo Cục điều tra dân số Hoa Kỳ, quận có diện tích 1327 km2, trong đó có 36 km2 là diện tích mặt nước.

### Quận giáp ranh
- Quận Grundy (bắc)
- Quận Sequatchie (đông bắc)
- Quận Hamilton (đông)
- Quận Dade, Georgia (đông nam)
- Quận Jackson, Alabama (tây nam)
- Quận Franklin (tây)

## Thông tin nhân khẩu
Theo điều tra dân số 2 năm 2000, quận đã có 27.776 người, 11.037 hộ gia đình, và 8.134 gia đình sống trong quận hạt. Mật độ dân số là 56 người trên một dặm vuông (22/km ²). Có 12.140 đơn vị nhà ở với mật độ trung bình là 24 trên một dặm vuông (9/km ²). Cơ cấu chủng tộc của quận gồm có 94,33% người da trắng, 4,14% da đen hay Mỹ gốc Phi, 0,26% người Mỹ bản xứ, 0,21% châu Á, Thái Bình Dương 0,01%, 0,27% từ các chủng tộc khác, và 0,78% từ hai hoặc nhiều chủng tộc. 0,73% dân số là người Hispanic hay Latino thuộc một chủng tộc nào.

Có 11.037 hộ, trong đó 31,10% có trẻ em dưới 18 tuổi sống chung với họ, 57,90% là đôi vợ chồng sống với nhau, 11,60% có nữ hộ và không có chồng, và 26,30% là không gia đình. 23,60% hộ gia đình đã được tạo ra từ các cá nhân và 10,20% có người sống một mình 65 tuổi hoặc lớn tuổi hơn là người. Cỡ hộ trung bình là 2,49 và cỡ gia đình trung bình là 2,93.
Trong quận, cơ cấu độ tuổi dân số đã được trải ra với 23,70% dưới độ tuổi 18, 8,50% 18-24, 28,60% 25-44, 26,30% từ 45 đến 64, và 12,90% từ 65 tuổi trở lên đã được những người. Độ tuổi trung bình là 38 năm. Đối với mỗi 100 nữ có 95,90 nam giới. Đối với mỗi 100 nữ 18 tuổi trở lên, đã có 92,00 nam giới.
Thu nhập trung bình cho một hộ gia đình trong quận đạt 31.419 USD, và thu nhập trung bình cho một gia đình là 36.351 USD. Phái nam có thu nhập trung bình 30.236 USD so với 21.778 USD của phái nữ. Thu nhập bình quân đầu người là 16.419 USD. Có 10,80% gia đình và 14,10% dân số sống dưới mức nghèo khổ, bao gồm 20,00% những người dưới 18 tuổi và 14,30% của những người 65 tuổi hoặc hơn.